# Танганьїка (територія)
Територія Танганьїка — колишня колонія Великої Британії у 1919 — 1961 рр. До кінця Першої світової війни входила до складу німецької колонії Німецька Східна Африка. Після початку війни, британське військо увійшло в Німецьку Східну Африку, але не змогло завдати поразки німецькій армії. Німецький лідер в Східній Африці, Пауль фон Леттов-Форбек не склав зброї до капітуляції Німецької імперії. Після цього Ліга Націй надала контроль над тереном, Сполученому Королівству. Велика Британія керувала Танганьїкою, по мандату Ліги Націй до кінця Другої світової війни, після чого Британія володіла тереном як Підопічною територією ООН.

## Історія

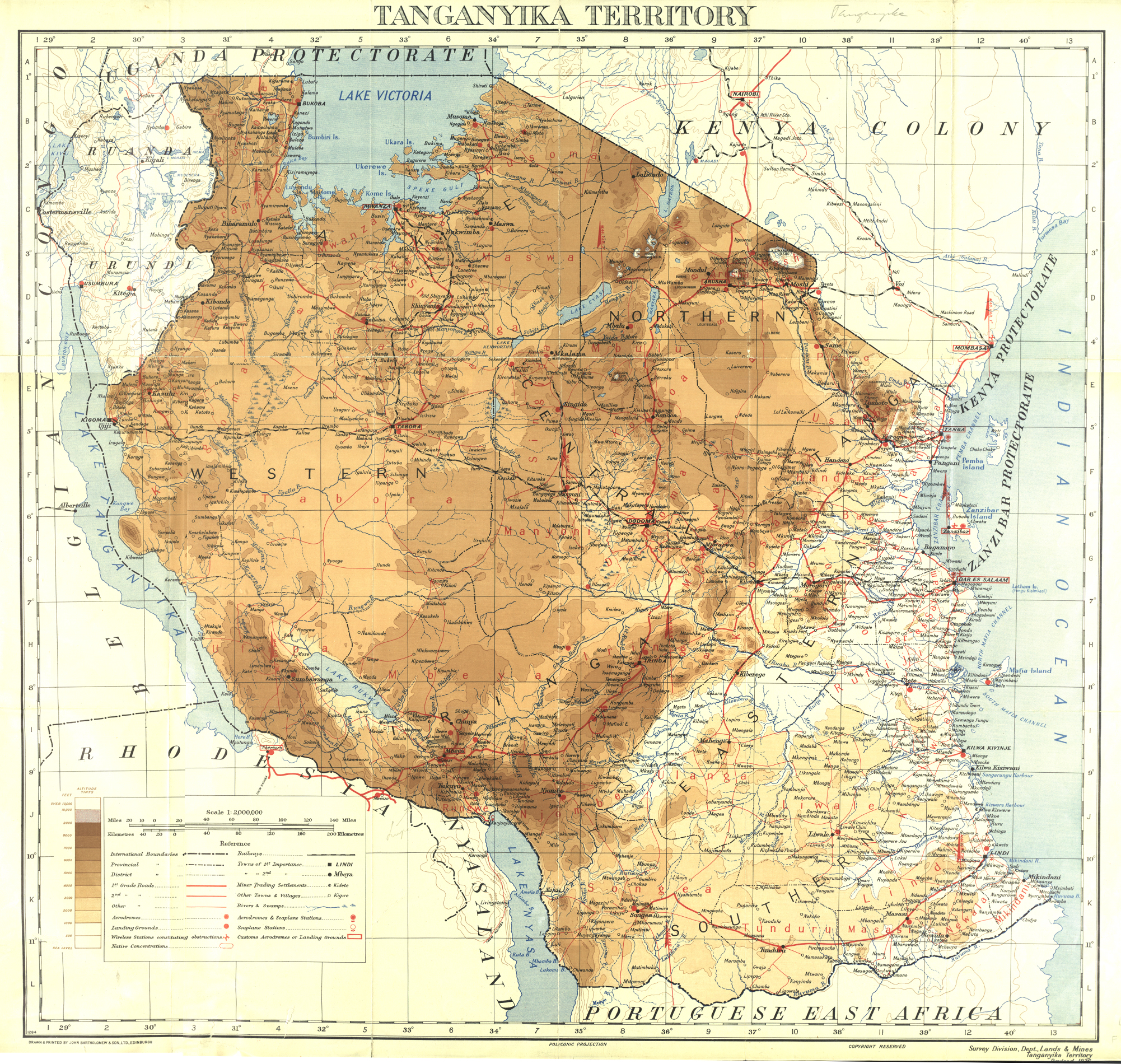
Мапа території Танганьїка

Назва «Танганьїка» походить з суахілі "таньга" — «вітрило», ньїка — означає «безлюдну площину» або «пустелю». У найпростішому випадку це може бути як опис озера -. Вітрило в пустелі
Європейські дослідники і колонізатори проникали на африканське узбережжя з Занзібару в другій половині 19-го століття, тому європейці стали позначати терміном Танганьїка країну навколо озера, головним чином, на східній стороні. У 1885 році Німеччина заявила, що вона має намір встановити протекторат над цим тереном під назвою Німецька Східна Африка, під керівництвом Карла Петерса. Коли султан Занзібару висловив ноту протесту, німецькі військові кораблі погрожували бомбардувати його палаці. Велика Британія і Німеччина тоді домовилися що до розділу сфери впливу на материку, і султан був змушений погодитися. Після звинувачень у жорстокості в придушенні повстання Маджі-Маджі 1905 року, були проведені реформи під керівництвом Бернхарда Дернбурга в 1907 році, колонія стала зразком колоніальної ефективності і це підтвердила лояльність тубільців в ході Першої світової війни. Німецька освітня програма для тубільців, в тому числі початкова, середня та професійно-технічна, до цього часу не перевершена в багатьох районах Африки.
Після поразки Німеччини в 1918 році в Першій світовій війні, відповідно до Версальського договору Німецька Східна Африка була розділена між державами-переможницями, при цьому найбільша частина перейшла під британський контроль (за винятком Руанди і Бурунді, які відійшли до Бельгії, і Трикутник Кіонга відійшов Португальському Мозамбіку.) Через це розкраювання була введена нова назва — Танганьїка для британської частини території Німецької Східної Африки.
У 1927 році Танганьїка увійшла в Митний союз Кенії і Уганди, а також Східно-Африканський поштовий союз, пізніше Східно-Африканська адміністрація пошти і телекомунікації, подальша інтеграція цих країн призвела до створення Східно-Африканського співтовариства. В країні пройшли перші вибори у 1958 і 1959 роках. У наступному році вона отримала внутрішнє самоврядування і були проведені нові вибори. На обох виборах переміг Африканський національний союз Танганьїки, який привів країну до незалежності в грудні 1961 року. У наступному році були проведені президентські вибори — переміг лідер АНСТ Джуліус Ньєрере.